# RRP8
RRP8 (англ. Ribosomal RNA processing 8) – білок, який кодується однойменним геном, розташованим у людей на короткому плечі 11-ї хромосоми. Довжина поліпептидного ланцюга білка становить 456 амінокислот, а молекулярна маса — 50 715.
| 10         |  | 20         |  | 30         |  | 40         |  | 50         |
| ---------- |  | ---------- |  | ---------- |  | ---------- |  | ---------- |
| MFEEPEWAEA |  | APVAAGLGPV |  | ISRPPPAASS |  | QNKGSKRRQL |  | LATLRALEAA |
| SLSQHPPSLC |  | ISDSEEEEEE |  | RKKKCPKKAS |  | FASASAEVGK |  | KGKKKCQKQG |
| PPCSDSEEEV |  | ERKKKCHKQA |  | LVGSDSAEDE |  | KRKRKCQKHA |  | PINSAQHLDN |
| VDQTGPKAWK |  | GSTTNDPPKQ |  | SPGSTSPKPP |  | HTLSRKQWRN |  | RQKNKRRCKN |
| KFQPPQVPDQ |  | APAEAPTEKT |  | EVSPVPRTDS |  | HEARAGALRA |  | RMAQRLDGAR |
| FRYLNEQLYS |  | GPSSAAQRLF |  | QEDPEAFLLY |  | HRGFQSQVKK |  | WPLQPVDRIA |
| RDLRQRPASL |  | VVADFGCGDC |  | RLASSIRNPV |  | HCFDLASLDP |  | RVTVCDMAQV |
| PLEDESVDVA |  | VFCLSLMGTN |  | IRDFLEEANR |  | VLKPGGLLKV |  | AEVSSRFEDV |
| RTFLRAVTKL |  | GFKIVSKDLT |  | NSHFFLFDFQ |  | KTGPPLVGPK |  | AQLSGLQLQP |
| CLYKRR     |  |            |  |            |  |            |  |            |

A: Аланін

C: Цистеїн

D: Аспарагінова кислота

E: Глутамінова кислота

F: Фенілаланін

G: Гліцин

H: Гістидин

I: Ізолейцин

K: Лізин

L: Лейцин

M: Метіонін

N: Аспарагін

P: Пролін

Q: Глутамін

R: Аргінін

S: Серин

T: Треонін

V: Валін

W: Триптофан

Кодований геном білок за функціями належить до трансфераз, репресорів, регуляторів хроматину, метилтрансфераз, фосфопротеїнів. 
Задіяний у таких біологічних процесах, як транскрипція, регуляція транскрипції, процесінг рРНК. 
Білок має сайт для зв'язування з S-аденозил-L-метіоніном. 
Локалізований у ядрі.